# Fosforilação

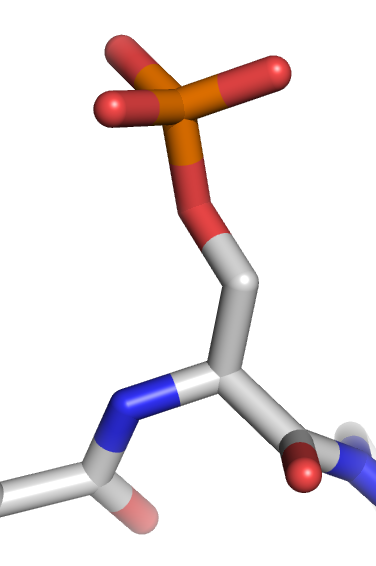
Um resíduo de serina fosforilado

Em bioquímica, fosforilação é a adição de um grupo fosfato (PO4) a uma proteína ou outra molécula. É o processo oxidante através do qual diversos metabolitos reduzidos se oxidam, cedendo eletrões a uma série de substâncias que iniciam uma cadeia de transporte de eletrões na qual se desprende a energia necessária à formação de trifosfato de adenosina.
A fosforilação é um dos principais participantes nos mecanismos de regulação das proteínas.
É importante nos mecanismos de reações da qual participa o trifosfato de adenosina (ATP), que funciona como uma "moeda de energia" nas células dos organismos vivos. A energia obtida na respiração ou na fotossíntese é utilizada para adicionar o grupo fosfato ao ADP (difosfato de adenosina) e convertê-lo em ATP. Esta molécula armazena essa energia , que fica à disposição da célula. A eliminação de um grupo fosfato no ATP, a hidrólise do ATP, ocorre com a liberação de 30,6 kJ/mol.

## Moléculas fosforiladas energéticas

ATP.

O ATP é a principal molécula que transporta e liberta energia na célula, mas também existem outros nucleotídeos que podem armazenar e libertar energia, mas que apenas intervêm em reações especializadas do metabolismo e não desempenham o papel global do ATP. Entre eles contam-se o GTP (intervém, por exemplo, na síntese proteica), ou UTP (intervém no metabolismo dos polissacáridos), CTP (intervém no metabolismo dos lipídios). Além disso, os nucleosídeos trifosfatos são necessários para a síntese de ácidos nucleicos, nos quais perdem dois fosfatos.
Além disso, existem também outras moléculas que se tornam muito "energizadas" quando se lhes liga um fosfato e são designadas por moléculas de fosfato de alta energia. Quando o seu fosfato é hidrolisado, podem libertar energia para impulsionar alguma reação. Entre eles estão o 1,3-difosfoglicerato, ou fosfoenolpiruvato.
A Fosfocreatina armazena temporariamente energia no tecido muscular e nervoso e pode depois passar o seu fosfato para o ADP por fosforilação por ação da enzima creatina quinase. No músculo existe 3 ou 4 vezes mais fosfocreatina do que ATP.

## Fosforilação do ADP
A fosforilação mais importante no metabolismo é a fosforilação do ADP, ou seja, a adição de um grupo fosfato ao ADP para formar ATP:
Existem várias formas de fosforilar o ADP.

### Fosforilação ao nível do substrato

Fosforilação ao nível do substrato.

A fosforilação ao nível do substrato é a síntese de ATP a partir de ADP combinada com uma reação exergónica em que o fosfato é ligado a outra molécula que o doa, sem a intervenção da enzima ATP sintase. Ocorre, por exemplo, na última reacção da glicólise, em que o fosfoenolpiruvato dá origem ao piruvato e ao ATP. 

### Fosforilação realizada pela ATP sintase

ATP sintase a produzir ATP a partir de ADP e P.

A ATP sintase é uma enzima multissubunitária localizada na membrana interna mitocondrial, nas membranas bacterianas e na membrana tilacoide dos cloroplastos. Pode fosforilar o ADP com um fosfato inorgânico do meio ambiente graças à energia dos protões que o atravessam, devido à criação de um gradiente quimiosmótico pela cadeia de transporte de eletrões. O processo é designado por fosforilação oxidativa (mitocôndriass, bactériass) na respiração celular e fotofosforilação na fotossíntese.

## Fotofosforilação
Refere-se ao processo de formação do ATP durante a fotossíntese. Também é conhecida como "fosforilação fotossintética". A energia luminosa excita e desprende elétrons da clorofila (ou outros pigmentos) existentes nos tilacóides dos cloroplastos das plantas. A energia associada aos elétrons excitados se armazena no ATP, num processo que produz o ATP a partir do ADP e fosfato inorgânico.
ADP + fosfato + luz → ATP (fosforilação fotosintética)
Posteriormente, no estroma, a energia do ATP é utilizada para reduzir o CO2 em glicose, que pode ser utilizada na respiração da planta, produção de outras substâncias como, por exemplo, a celulose, ou ser armazenada na forma de amido em diversas regiões da planta (raizes, frutos, sementes).

## Fosforilação oxidativa (por respiração celular)
A oxidação do alimento durante a respiração liberta energia química potencial produzida no transporte de elétrons na cadeia respiratória, realizada nas mitocôndrias, armazenada também na forma de ATP. O processo implica a fosforilação oxidativa de moléculas como glicose, ácidos graxos e outras.
As moléculas do alimento são decompostas durante uma série de reações e a energia liberada em certos estágios do processo é utilizada para produzir ATP em reações de fosforilação.
Alimento → CO2 + energia
ADP + fosfato(Pi) + energia → ATP (fosforilação oxidativa)+H2O
O ATP produzido é utilizado como reservatório e de energia, nas células, em diversas atividades metabólicas.
Nas plantas ocorrem a fosforilação fotosintética (na fotossíntese) e a oxidativa (na respiração) e nos animais apenas a oxidativa.
1. ↑  «Fosforilação». Dicionários Porto Editora. Infopédia
2. ↑  Princípios de Bioquímica [por] Lehninger. Quinta edição. David L. Nelson, Michael M. Cox; coordenador da tradução: Claudi M. Cuchillo. Barcelona: Omega, 2009.
3. ↑  Bioquímica: sexta edição / Jeremy M. Berg, John L. Tymoczko, Lubert Stryer.Barcelona.Reverté, cop. 2008.